# Ftinosaure
El ftinosaure (Phthinosaurus borissiaki) és una espècie extinta de sinàpsid tapinocèfal de la família dels ropalodòntids. Se n'han trobat restes fòssils al Baixkortostan i l'óblast de Samara (Rússia). Es tracta de l'única espècie del gènere Phthinosaurus. Mikhaïl Ivakhnenko considerava que era un herbívor primitiu. Tenia una dent postcanina amb forma de fulla i dotada de denticles a les vores anteriors i posterior. El nom genèric Phthinosaurus significa ‘llangardaix destructor’, mentre que el nom específic borissiaki li fou assignat en honor del paleontòleg rus Aleksei Borissiak.